# Шидерти (село)
Шидерти́ (каз. Шідерті) — село у складі Осакаровського району Карагандинської області Казахстану. Адміністративний центр та єдиний населений пункт Шидертинського сільського округу.
Населення — 154 особи (2021; 209 у 2009, 610 у 1999, 992 у 1989).
Національний склад станом на 1989 рік:
- росіяни — 40 %;
- німці — 22 %.

У радянські часи село називалось також Шидерті.